# Kandis 4
Kandis 4 er et Kandis-album, som udkom i 1993.

## Nummerliste
1. "Lørdagsfest" (Micke Wendt/Christer Lundh-Chr. Söderberg)
2. "Du må ta´ mig som jeg er" (Torben Lendager-John Hatting)
3. "Vi vil altid være venner du og jeg" (Jörgen Hein Jørgensen/Anne Hagedorn)
4. "Bliv hos mig" (Johnny Hansen-Torben Eschen)
5. "En dør til fantasien" (Duett med Karina Høgfeldt) (Rose-Marie Stråhle-Bente Winther)
6. "Tusind tak for alle disse år" (Paul Sahlin/Jørgen de Mylius)
7. "Dear one-Mit hjerte det er tabt" (J.L. Finneran, V. Finneran/Fini)
8. "Tror du, du ka` narre mig igen" (Bjørn og Johnny Hansen/Keld Heick)
9. "Nu ska´ det være" (Jesper Christoffersaen/Keld Heick)
10. "For dine to blå øjnes skyld" (J. Thunqvis, K. Svenling, Jørgen De Mylius)
11. "Smil til verden" (Johnny Hansen/Dan Adamsen)
12. "Du som er lyset" (Mona Gustavsson/Fini)
13. "Gammel kærlighed vil aldrig ruste" (Jørgen Hein Jørgensen/Torben Eschen)
14. "Gi´ mig sol, gi´ mig hav" (Martin Klaman-Keith Almgren/Fini)